# Pilisy Róza
Pilisy Róza, más forrásokban Pilisi vagy Pilissi; születési nevén Schumayer Rozália (1857. december 1. – 1931. július 18.) magyar írónő, művelt kurtizán, „a magyar kaméliás hölgy”. Vendégei közé tartozott Zichy Jenő, Batthyány Elemér és Apponyi Albert. Krúdy Gyula is rendszeresen látogatta.

## Élete
Szinnyei József szerint Schumayer Ignácz katona és Láng Borbála lányaként született Pilisen. Ugyanakkor Krúdy Gyula szerint édesapja ismeretlen katonatiszt volt, aki elcsábította egy pilisi orvos lányát. Nagyszülei nevelték, 17 évesen azonban teljesen egyedül maradt, egy huszártiszttel a fővárosba szökött, de kapcsolatuk nem tartott sokáig. 
Egy virágboltban kezdett dolgozni, hogy eltartsa magát, itt figyeltek fel rá a város előkelőségei, majd Apponyi Albert lakást vásárolt a számára. Itt szalont rendezett be, előkelő urak jártak hozzá, akiket nem csak szépsége, de műveltsége is vonzott. 
A jól jövedelmező kurtizánélettel szerzett pénzből fényűző otthont alakított ki magának a Magyar utca 20. szám alatt, mely bordélyházként is funkcionált. Szalonjában megfordultak politikusok, híres írók, és a szóbeszéd szerint hercegek és királyok is. Krúdy Gyulának sokáig a múzsája volt Pilisy, többek között A vörös postakocsiban is visszaköszön az alakja. Pekár Gyulával való szerelmi viszonyáról Krúdy is megemlékezett, a férfi miatt Pilisy öngyilkosságot kísérelt meg, bár a kiérkező sebészorvos szerint a lövés szögéből ítélve valaki más húzhatta meg a ravaszt. Krúdy Pekárra terelte a gyanút írásaiban, ami miatt a két férfi kapcsolata végérvényesen megromlott.
Pilisy Róza rendszeresen írt verseket, novellái megjelentek a lapokban, regényeket is írt.

## Művei
- Pity-palaty. Budapest, 1887 (novelláskötet)
- Csillagok: regény az életből. Buschmann F. Könyvnyomdája. Budapest, 1893
- Réz István és egyéb elbeszélések. Budapest, 1896
- A három kadét. Budapest, 1899